# Hypsicera spiracularis
Hypsicera spiracularis là một loài tò vò trong họ Ichneumonidae.